# Bacillochilus xenostridulans
Genre
Espèce
Bacillochilus xenostridulans, unique représentant du genre Bacillochilus, est une espèce d'araignées mygalomorphes de la famille des Theraphosidae.

## Distribution
Cette espèce est endémique d'Angola.

## Publication originale
- Gallon, 2010 : A new genus and species of Harpactirinae from coastal Angola (Araneae, Theraphosidae). Bulletin of the British Arachnological Society, vol. 15, no 3, p. 79-82.